# شاهد عصر
شاهد عصره  كتاب للكاتب الدكتور يوسف إدريس وهو عبارة عن مجموعة مقالات  صادر عن مكتبة مصر عام 1982 في 239 صفحة. قدم الكتاب مشاكل وتعليقات إدريس عن المجتمع المصري.

## محتوى الكتاب
حتى الأشجار تقاتل - يوميات 59 – القنبلة - اللغة التي لا نجيدها - معهد قومي للمفكرين - روح العصر تتنافى مع الظلام - الظاهرة الغريبة - المتع الصغيرة المدمرة - جيلنا والمسئوليات الكبرى - مخدر المدينة - كتاب جيد - من برلين إلى بلغراد - إلى اليسار الطيب - ويا لها من أزمة صحافة - نصف مليون - جزيرة روحية - عبد الرسول - معجزة من الهند - الضوء الأحمر - القتيلات والأعصاب التالفة - لماذا لم نعد نمرح؟ - لا بد من وضع حدٍّ لهذا - خطاب من فتاة صهيونية - الحرب في المؤسسة - الفرقة والأزمة - حكاية تمليك الشقق - بين الهِرْ «فاف» والسيد راجح - حددوا لنا مكان الطب من مجتمعنا - أُسْوَان الجديدة – توضيح - كأنهم سيموتون غدًا - معرض عبد السميع - لنجرب منح الاتحاد الاشتراكي السلطة - أغرب زفاف جماعي طائر - هل نحن السبب في قيام الحرب العالمية؟ - مَن يحاسب مَن؟ - عبقريات مدفونة - مُخرج جديد - اللقاء بعد عمر طويل - حديث مع أم كلثوم - حديث صريح مع العاملة النقابية عايدة فهمي - أوقفوا هذه الجرائم - نجيب محفوظ والاتحاد القومي - مشروع الخمس سنوات لتحسين الذمة - النقد الشامل - إلى متى إن شاء الله؟ - جائع الحب لا يعطيه - الحاجز أو الملالة - المظلومات الضعيفات المغلوبات - ماذا نفعل بداليدا وإليزابث؟ - ظاهرة خطيرة.

## ملخص الكتاب
حتى الأشجار تقاتل: تبدأ الأشجار بالاستعداد لمقدم الخريف بسقوط أوراقها، كأنها تستعد لمعركة حياة إلى حد انكماش روح الحياة فيها، وتتحول إلى خشب ميت، ولكنها ليست ميتة إنما تعد نفسها لزمن الشتاء المقبل بعد تخلصها من جميع معوقات المعركة. تقف عالية، مهيبة، تدافع عن نفسها ضد جو بارد، صامدة في بطولة وهي تقول: أبدا لن ينتصر الشتاء حيث تكسي نفسها بزي الحرب وتبدأ بالقتال متأكدة أنها سوف تحمل راية الانتصار، وتستعد لقدوم الربيع.
يوميات 59: يقول إدريس في الأسبوع الماضي أتيح لي أن أحصي عدداً من التصرفات  التي قام بها عدد وافر من أصدقائنا الفنانيين والكتَّاب، وكدت أغضب وأنفعل وأهيج وأبدأ أحاسب وأسأل وأعاتب لولا أني تذكرت حكمة لا أذكر من قائلها: الفنان هو شخص يفكر كرجل، ويحس كامرأة، ويتصرف كطفل، ويرى أن أجمل مكان في مصر هو دلتا النيل، وعلى الرغم بأنه لا يتسع لمساحات النيل، ولكن هو مكان رائع للاستمتاع بجمال الطبيعة وكان قد أدرك خطورة التدخين  وأثرها المشين لذلك أخذ قرار الامتناع عنه.
القنبلة: لا تخف. الدولة تحميك من إشعاعات القنبلة الذرية.... في الوقت الذي أجمع فيه العالم بوجوب وقف التجارب الذرية، تطل عليهم الصحف بأخبارتقول: أن المنظمة الدولية لشؤون الذرة ستحميهم من أي أثر عندما تلقى القنبلة. هذه وكثير جداً ما يجدوا شخصاً حاصلاً على أعلى الدرجات العلمية، وعند الحديث معه يكون شخصاً فارغ علمياً، ومعدوم الثقافة.
اللغة التي لا نجيدها: إن الفن هو لغة عصرنا، ومن لا يستطيع التفاهم به مع الآخرين سوف يبقى عاجزا عن الوصول إلى الناس. الناس هي صانعة السياسة وصانعة الحكومات. والرأي العام، والوصول إليهم هو انتصارنا الأكبر؛ فلا قيمة لأي انتصار حربي لا يحظى بعطف العالم وتأييده. القيمة الحقيقية أن يكون العالم معك. لن يكون معك إلا بأن تعمل أنت أولا وبكل طاقتك، وفي كل الاتجاهات.
معهد قومي للمفكرين: أي مشكلة من مشاكل مجتمعنا - مهما بدت تافهة وغير ذات وزن - إذا تتبَّعناها ووصلنا إلى جذورها سنجد أننا بطريقة أو بأخرى قد أصبحنا نواجه مشكلة سياسية من الدرجة الأولى.. وهنا يقترح إدريس أن يقيموا معهد لدراسة المشاكل الخارجية والداخلية.
روح العصر تتنافى مع الظلام: يقول إدريس: يجب أن تكون الكلمة للقانون... العديد من الدول الفقيرة ولديها العديد من المشكلات، ولكن تفوز وتأخذ الميداليات الذهبية في العديد من المراحل. يقول إدريس: يجب الفصل بين عهدين؛ عهد لا يقيم وزنًا لإرادة الشعوب، وعهد يضعها في المحل الأول، عهد تحدث فيه الاتهامات علنًا ويدافع فيه المتهم عن نفسه علنًا، عهد لا تحدث فيه التغيريات في الحكم خلسةً أو بالاستبعادات، عهد إحدى دعاماته الثقة في الناس والجماهير.
الظاهرة الغريبة: أليس شيئًا غريباً ألا نفوز بأي ميدالية ذهبية أو فضية أو برونزية أو حجرية حتى في الدورة الأولمبية، بينما تفوز أكثر من سبع وثلاثين دولة من بينها ترنداد ونيجريا وأرجواي التي لا يتعدى سكانها المليون بميداليات؟
ماهي المتعة الصغيرة المدمرة؟: منذ بضعة أيام شاهدت لدورنمات مسرحية عظيمة على هيئة فيلم اسمه الزيارة. وإذا كان كامي قد نبغ في مسرح العبث، وتينيسي ويليامز قد نبغ في مسرح الجنس، فدورنمات قد نبغ في نوع هام ومدرسة قائمة بذاتها من مدارس المسرح؛ المدرسة التي تعتمد على القصة (الحدوتة أو الأسطورة الحديثة).
جيلنا والمسئوليات الكبرى: يتحدث إدريس هنا عن ما أطلق عليه «بيان 30 مارس» الذي أعلنه جمال عبد الناصر بعد هزيمة 1967، ويتطرق إلى ذكريات عن ضياء الدين داوود السياسي الناصري.
مخدر المدينة: قضيت بعض أيام الأسبوعين الماضيين في الفيوم مع فاتن حمامة  وبركات... الذين كانوا يصورون فيلم «الحرام». والحقيقة أن التجربة استغرقتني تماما؛ فلقد اتبع الفنان بركات  طريقة فريدة في تصوير الفيلم؛ إذ جعل الفلاحين أنفسهم على هيئة «ترحيلة» يمثلون دور «الترحيلة» في القصة، والنتيجة مذهلة لكل من رآها؛ فبعض الناس يعتقدون أن الفلاحين مثلا أناس لا يمكن أن تكون بينهم وبين الفنون - وخاصةً التمثيل - صلة؛ باعتبار أن الفنون المتطورة نبعت واشتهر بها المتعلِّمون أهل المدن، ولكنا وجدنا في الفلاحين مادةً باستطاعة اليد الماهرة أن تشكلها وتُخرج منها عملاً فنياً معجزاً.    
كتاب جيد: يعرفنا على كتاب «سلامة موسى وعصر القلق»، كتبه فتحي خليل، وكان قد عرفه لأول مرة بعد كتابه هذا الكتاب.
من برلين في بلجراد: يقول إدريس عندما بدؤوا يجتمعوا في بلجراد لتقسيم أوروبا، وينظموا استعمارها يعودوا مجدداً لعقد مؤتمر برلين لمناقشة السلام العالمي.
إلى اليسار الطيب: قصة اليسار العربي قصة طويلة حافلة؛ إن كلمة اليسار نفسها كلمة مطاطة اخترعها المثقفون الفرنسيون. وهي العناصر التي تدفع في عملها الشعب إلى الأمام، من أجل أن تحتوي بعض الفصول المظلمة المهمة نحو اليسار حتى ينسى الذات اليسارية، حتى يطرأ تغير على الناس وتزداد حصيلتهم المعرفية، وإن تم استبدال العامل اليساري بمصطلح آخر سوف تتقلص هذه الصفة وتقل أهميتها.  
ويا لها من أزمة صحافة: أني ما رأيت أزمةً عرفها الجميع وشخصها الجميع وأدرك الجميع حلَّها، ولم تحل، حيث وجدث الكثير من القضايا والمواقف التي يتحمل الشعب مسؤوليتها، لأن الشعب الوسيلة الوحيدة التي تحرك الصحافة.
نصف مليون: مقالة كتب فيها عن تحول المستشفيات وخاصة ذات الصلة بأمراض الحمى والأمراض الهضمية إلى أماكن لتكديس المرضى فقط لا غير. ووجود تعامل غير موفق وسليم مع المرضى الموجودين، والغريب في الأمر أن المرضى ذاتهم متعايشين مع هذه المعاملة ولا يشتكي أحدهم منها.
جزيرة روحية: حيث يقول أن مسرح العرائس والرسالة التي يؤديها تساوي ملايين، لذلك ينصح المهمومين باللجوء إلى هذه الجزيرة الحافلة بتلك السحر والتي هي «مسرح العرائس».
عبد الرسول: أرسل رجل إلى إدريس خطاباً، وهذا الرجل صاحب قضية مهمة جداً، حيث وقفت مرحلة الآثار بالرغم من أنه كان يؤكد وجود مومياء وكان مصمماً على كلامه لذلك قرر أن يخوض المعركة حتى آخر نفس.
معجزة من الهند: وهي ليست معجزة الآلة الحاسبة البشرية، ولكنها معجزة أخرى قابلتها صدفة مع الصديق محمد عودة مقابلة لم أدهش لها؛ فالصديق عودة هوايته الكبرى جمع التحف والعبقري منها بصفة خاصة. طفل أصم أبكم يكافح عشرات السنين ليقهر عاهته.
الضوء الأحمر: الفن المقروء كالفن المسموع، لا بد له من عملية تحضير تهيئ فيها نفسك وتنفض عنك مشاغلك وتجلس لتتطهر بهذا الإكسير السحري؛ الفن. إني أومن أن الجانب الخير من الناس لا بد أنه الجانب الفنان، وأننا بالاستماع إلى الفن ومشاهدته وقراءته نغلب الخير، ونغلب الإنسان في أنفسنا على اللاإنسان.
القتيلات والأعصاب التالفة: يقول إدريس أنه عند نقل أحداث الجريمة من طريق الصحف، وسيارة الإسعاف تتحول إلى مادة للتسلية وتقليد في عيون المراهقين. 
لماذا لم نعد نمرح؟؟: المرح وسيلة مثلى، الناس كانت تلتقي في جماعة، أما الآن أصبحت تعتمد على أجهزة صماء.
لا بد من وضع حد لهذا: القراء قد «زهقوا» من الكلام العام العائم عن النقد وأزمته وعن ضرورته الحتمية ... إلخ إلخ. إنهم - بلا شك - يريدون وقائع ثابتة محددة وأحداثًا نستطيع فيها أن نطبق العلم على العمل كما يقولون، ونكون واضحين ومفهومين وصرحاء، وهاكم واقعة ممتعة تصلح نموذجاً جميلاً لتوضيح كل ما نريد قوله.
خطاب من فتاة صهيونية: وصل لإدريس خطاب مكتوب على مظروفه «إلى يوسف إدريس - القاهرة»، من فتاة تعرف عليها في الطائرة، واتضح أنها أمريكية يهودية، وترى إسرائيل في جانب الحق، وعندما تقرب منها وقرر يطرح وجهة نظره وأنها ليست على حق، لم تستجب ولم تتقبل أي وجهة نظر بما يخص هذا القبيل. وبعد هذا النقاش الذي لم يدم طويلاً، انسحبت وغيرت موقعها في الطائرة قد تعجب من ردة الفعل التي قامت بها، وقال أنه مجرد حديث لتبادل وجهات النظر لا أكثر. وبعد فترة وجيزة من الزمن أرسلت له مرسالاً تقول فيه أنها عرفت آنذاك جانب الحق.
الحرب في المؤسسة: حيث نجد معاناة من الثورية، والأخطر عندما تكون مقنعة وتخفي نفسها، فيحاول قدر الإمكان تحسين الإنتاج لكن للأسف لم يستطع وحتى العمال العاديين يقفون مكتوفي الإيدي والحل الوحيد هو التعاون.
الفرقة والأزمة: فرقة الإسكندرية عرضت عرض  في الحرفية ولكن الأزمة هي صعوبة عمل الجيل الجديد، والحفاظ على قيمه ومبادئه في نفس الوقت وهذه ليست أزمة الفرقة فقط، بل عرض مسرحي معروض.
حكاية تمليك الشقق: فتهدف إلى تفتيت الملكية العامة إلى ملكية خاصة متعددة.
بين الهر «فاف» والسيد راجح: لا أذكر أني استعملت المفتاح أبداً لفتح صندوق البوستة؛ ربما لأنه ضاع، وربما لأني نادرا ما أحمله، كلما وجدت الخطابات بدأت تتراكم وتُطل من الفتحة استعنت بعَمر لإخراجها، وعمر هو نجم البيت بلا نزاع، كل شيء تعال يا عمر، روح يا عمر، السجاير يا عمر، حتى الدعوات إذا انهالت لا تنهال إلا على عمر. وعمر صبي أسمر في الرابعة عشرة من عمره ... ووصل إدريس خطابين، يقول إدريس أنه وبعد عناء طويل، وجد دار نشر ألمانية ووافقت أن تنشر روايته بعد الترجمة مع مجموعة قصص. أما الجواب الآخر كان من شركة الكهرباء، والأمر الذي أثار الاستغراب طلبهم للدفع في نهاية الشهر.
حددوا لنا مكان الطب من مجتمعنا: نجد أن الطبيب يرى الإغراء قوي جداً، المثل الأعلى هو خدمة القادرين، والنتيجة الحاكمية هي شهرة الطبيب الأقل علماً وفساد الوضع بشكل عام بسبب المشاكل نجد طبيب يقود فريق طبي لمقاومة البلهارسيا.
أسوان الجديدة: يتحدث إدريس عن زيارته أسوان التي لم يكن يعرفها.  
توضيح: يذكر هنا الدكتور يوسف إدريس مسرحيته «الفرافير» قائلاً: «نسب لي البعض أنني كتبت هذه المسرحية لأثبت أن العلاقة بين الفرفور والسيد علاقة أبدية لا سبيل إلى الفكاك منها، وهو رأي لا أدري من أين استقاه أصحابه.»
كأنهم سيموتون غداً: يبدو أنه الشعار الذي أصبح يطارد جماهير الطبقة المتوسطة عندنا، أشتر أي شيء وكل شيء، البقاء للبضائع والهلاك للنقود.
معرض عبد السميع: لا أعرف سر حبي لأعمال الفنان عبد السميع عبد الله في التصوير الزيتي.
لنجرب منح الاتحاد الاشتراكي السلطة: أجلس إلى نفسي طويلاً أفكر في مشكلة الاتحاد الاشتراكي، ولا أقول هذا تفاخرا، وإظهارا؛ لأني بيني وبين نفسي أفكر في مشاكلنا العامة، إنما أقولها لوجه الحقيقة.
أغرب زفاف جماعي طائر: خبر كنت قد قرأته من عدة أسابيع عن زفاف جماعي يتم في إحدى القرى المجاورة للهرم، حيث يتم زواج أكثر من مائة شاب في ليلة واحدة من ليالي العام توافق الليلة الكبيرة لمولد وليٍّ من أولياء الله الصالحين.
هل نحن السبب في قيام الحرب العالمية؟: آخر ما كنت أتصوره وأنا أقرأ رواية الكاتب «نيفل شوت» التي سماها «على الشاطئ» والتي رأيناها منذ أسبوعين في القاهرة كفيلم سينمائي يحمل نفس الاسم.
من يحاسب من؟: منذ بضعة أيام كدت أفقد حياتي هكذا في غمضة عين ولسبب تافه لا يمكن أن يتصور أحد مبلغ تفاهته. كنت منطلقًا بعربتي الصغيرة أعبر الميدان ... وإذا بي وأنا في منتصف الميدان أكتشف ... أن هناك تراماً قادماً من الناحية اليسرى بسرعة مخيفة كاسراً لا بد إشارة الوقوف الحمراء.
عبقريات مدفونة: يتحدث إدريس هنا عن مشاكل التليفونات.
مخرج جديد: يمتدح إدريس هنا الشاب (وقتها) كرم مطاوع.
اللقاء بعد عمر طويل: لا أدري مدى صحة القول ولكني أرويه؛ فقد كنا نناقش أغنية أم كلثوم وعبد الوهاب الأخيرة ونتساءل عن سر رفضهما التعاون معاً لأكثر من ثلاثين عاما، ثم قبولهما المفاجئ أن يتعاونا ويلتقيا دون مقدمات أو سابق إنذار، أحسن تفسير قيل هو أنهما أصرا على هذا اللقاء، أجبرتهما عليه بوادر التطور الموسيقي الذي تحفل به حياتنا الموسيقية، وعلى رأسها ظهور أوبريت مهر العروسة بعد اختفاء هذا اللون حقبة طويلة من الزمن. لقد كتبت مرةً أقول: إن من سوء حظ موسيقانا أن قيَّض الله لها عملاقين من عمالقة الغناء هما: أم كلثوم وعبد الوهاب، استطاعا بروعة تلحين عبد الوهاب والأداء المعجز لأم كلثوم أن يجعلا الأغنية الفردية تتربع على عرش موسيقانا دون منافسة. 
حديث مع أم كلثوم: يذكر إدريس أنه تحدث تليفونياً مع أم كلثوم وسمعها تقول: «إن شاء الله أنا جاية مصر ولازم نقعد قعدة طويلة أقدر أعبر لك فيها عن مش اللي أنت عايزه وبس، إنما كمان عن كل اللي عايزة أنا أقوله، أنا عندي كلام كتير لازم أوصله للناس، أنا عايزة أشترك في تغيير بلدي مش بصوتي بس، وإنما كل واحد أو واحدة فينا لازم يجند نفسه، بكل ما يملك لإسعاد غيره.»
حديث صريح مع العاملة النقابية عايدة فهمي: كنت أحسبها سيدة اتخذت الكفاح النقابي وسيلة للظهور كسيدات الجمعيات وإذا بي أمام نقابية عتيدة ذات تاريخ حافل في الكفاح النقابي.
أوقفوا هذه الجرائم: القراء لا شك قرءوا بالأمس حادثة الخادمة التي عذَّبها مخدومها فآثرت الانتحار، ولأن الحادثة وقعت في نفس البيت الذي أقطنه، وشهدتها عن قرب وشهدت المحاولات التي بُذلَت لتحطيم الأبواب وإنقاذها، فإني لا أستطيع أن أمنع نفسي من رواية ما حدث.
نجيب محفوظ والاتحاد القومي: كان حماس نجيب كبيراً وهو يتحدث عن لجنة الفنون والآداب التي انضم لعضويتها عدد كبير من أبناء الاتحاد القومي بالأقاليم، وكيف مضى أصحاب الجلاليب يُثبتون لأصحاب النظارات والبَدل أنهم لا يقلُّون عنهم حماسا للفنون والآداب.
مشروع الخمس سنوات لتحسين الذمة: رجعت إلى البيت ظهراً فوجدته يعبق بغاز البوتاجاز، وكل من فيه يعاني من قيءٍ أو صداع ودوخة لا يعرف سببها. فتحت كل النوافذ وأسرعت إلى المطبخ، وكانت مفاتيح الموقد مغلقة كلها والأسطوانة مغلقة، وكل شيء على ما يرام. أخبراً، وبعد بحث وتدقيق، اشترك فيه عامل محطة التعاون اتضح أن أسطوانة البوتاجاز «تنفِّس» من ثقب كبير كان مسدودا بقطعة شمع، وبتأثير الحرارة ذابت، فراح الغاز ينفذ من الثقب بكميات تكفي للقضاء على عشرات الأحياء.
النقد الشامل: إن النقد ليس «شتيمة» وليس تجريحاً وليس حطاً من قدر أحد، ولكنه جزء متمم لكل عمل، وبدونه يبقى العمل ناقصاً حافلا بالعيوب. لو لم يجد النجار من ينقد مناضده وكراسيه وموبيلياته لما فطن إلى عيوبها الخِفية.
إلى متى إن شاء االله؟: أعتقد أنه قد آن الأوان لوضع حد لمهزلة المؤتمرات التي نُدي اليها، والتي ينتهزها كبار الموظفين فرصة فيستولون على الدعوات لأنفسهم ويذهبون ليقضوا أياما جميلة في الخارج، ويصبح المؤتمر مجرد ستار وتصريح ونقود للسفر ليس إلا.
جائع الحب لا يعطيه: العلاقات الشخصية - كالأحزاب السياسية - في حاجة بين كل حين وحين إلى عملية تطهير كي تظل محتفظاً بخط حياتك ومبادئك سليما، وبحيث تبتر من دائرة وجودك تلك العلاقات التي تُهدد أمنك النفسي وقيمك العليا. ولقد قررت اليوم أن أقطع علاقتي بأحد الأصدقاء؛ فقد اكتشفت أنه يكره الناس وأنه يُحرضني على كره الناس، ليس بطريق مباشر وإنما بمجرد كرهه. إن الصديق الحقيقي هو ذلك الذي يحفظ عليك توازنك في حكمك على الآخرين.
الحاجز أو الملالة: أذهلتني الحركة المسرحية القائمة الآن على قدم وساق في الكويت؛ فمنذ بضع سنوات فقط ذهب الأستاذ الكبير زكي طلَيمات إلى الكويت وأنشأ فرقة المسرح العربي هناك، واستطاع بمساعدة بعض النجوم من القاهرة وخامات كويتية طيبة أن يخلق مدرسة طليماتية، وأن يحبب المسرح إلى الجماهير هناك.
المظلومات الضعيفات المغلوبات: يتحدث إدريس عن مظاهرة نسائية في شوارع القاهرة ويكتب: "كانت مظاهرة نسائية، لا زلت للآن لم أعرف كل أسبابها، ولكني وقفت مع غيري من الواقفين نحدق في العربات الفارهة وهي تقف، وتهبط منها السيدات، أنيقات أبدع ما تكون الأناقة، ونظل نتتبعهن بشغف وهم يخطرن برشاقة إلى أن ينضممن إلى غيرهن من "المتظاهرات".
ماذا نفعل بداليدا وإليزابث؟: أكثر من مرة خلال هذا الشهر أقرأ آراء تُطالب بإبعاد أو منع أفلام وفنانين لهم علاقة بالصهيونية أو بإسرائيل. وليس من قبيل الصدف أن يتزعم هذه الحملة الأستاذ ناصر النشاشيبي، وما دام رائدنا كلنا هو الإخلاص لعروبتنا والغيرة عليها فالموضوع ي... في حاجة لمناقشة أعمق، ولموقف أكثر من مجرد صرخة تتعالى: امسك صهيوني، أو امسك دعاية لإسرائيل. عسى أن نخرج في النهاية برأي أو بوجهة نظر تخدم قضيتنا.
ظاهرة خطيرة: الظاهرة الخطيرة التي تجتاح حياتنا الجامعية هذه الأيام هي انصراف معظم السادة أساتذة الجامعات ومدرسيها إلى الكتابة في الجرائد والمجلات. وليتهم يكتبون عن موضوعات أصيلة، نتيجة بحث ودراسة لواقعنا مثلا أو لتاريخنا، ولكن عملهم في الغالب يقتصر على ترجمة بضع مقالات.

## نقد وتعليقات
أجرى عمر بطيشة (الشاعر والإذاعي المصري والرئيس الأسبق للإذاعة المصرية) مقابلة مع الدكتور يوسف إدريس وطبع كتابه «شاهد على العصر» في 72 صفحة ويحتوي تفاصيل هذه المقابلة، وجاء فيها: «بدأ عمر بطيشة الحديث هكذا: أيها الأصدقاء.. ضيفنا اليوم هو باختصار» شاهد عصره«كما يقول عنوان كتابه! ولو كانت برامج الإذاعة تفصل خصيصا لكان هذا البرنامج» مفصلا«خصيصا له! فهو هذا المراقب الدءوب لحركة الحياة وتفاصيل السلوك، ونبضات الفكر الإنسانى، يحولها قلمه إلى كل ألوان الإبداع الفكرى.. فنقرأها مرة على شكل قصة أو مسرحية أو مقال أو رواية. وفي لقائنا اليوم، سيتمهل القلم ساعة، لنسمعها منه، في حوار منه ، وإليه»، ويدور الحوار ويقول إدريس: «الحقائق ثابتة، بينما الصدق نسبى ومتغير.. حينما تقول لى إن الكرسى الذي تجلس عليه مصنوع من الخشب وله أربعة أرجل ومسند، فهذه كلها حقائق. أما الصدق فهو أن تقول إنه رغم هذا أحس وأنا جالس عليه أننى جالس على خازوق! فالصدق هو صفة للإحساس، بينما الحقيقة صفة من صفات القياس أو مواصفاته، الشمس تشرق من الشرق وتغرب في الغرب.. هذه حقيقة، ولكن حينما تقول: أحسست والشمس تشرق أنها في الحقيقة تغرب، فقد كانت ليلتى يوما طويلا! فهنا كذب في شكله الخارجى ولكنه صدق في الإحساس، وصف حقيقة ذاتية لا حقيقة موضوعية ... سيظل للأدب والفكر دوره القائد.. إن البشر هم الذين وضعوا السياسة بقراراتها وحروبها، وهذا الفكر صادر عن فلسفة سائدة.. مثلا في السنوات القليلة الماضية كلنا لاحظنا ظاهرة الاندفاع نحو البحث عن المال، وهذه الظاهرة وراء ما نتحدث عنه من فساد وانحرافات، لأن الإنسان المصرى بدأ في البحث عن أسهل طريقة تأتى له بأكبر قدر من المال، وإذا مددنا هذا القانون لنهايته سنجد أنه في النهاية لابد أن يقوم بعمل مخالف للمجتمع.. لأن القانون الطبيعى للحياة والمجتمع أن النقود مقابل عمل حقيقى وجهد يبذله الإنسان وزمن يقضيه في هذا العمل.. فالبديل أن تكون لصا! وهذا أيضا نوع من الفلسفة يرتكز على أنه في فترة سادت الفلسفة الفردية وعبادة القوة في كافة أشكالها ومظاهرها.. وهذه الفلسفات نابعة أساسا من أوروبا في وقت ضعفت فيه قبضة القيم والقانون. فالفكر والأدب ما زال لهما دورهما.. ولكن وسائل الإعلام أصبحت مخيفة التأثير.. فبالعكس.. يمكنك القول إننا نعانى من الانتشار المبالغ فيه من الفلسفات لا انحسار الفلسفات.. وللأسف نعانى من انتشار الفلسفات الضارة.. بينما الفلسفات الحقيقية انكمش دورها.. لأن تحويل رسالة الفكر والأدب إلى برامج وتمثيليات يحتاج إلى براعة فائقة، بينما اللعب على الطمع في النفس البشرية أمر سهل.. وأننى أذكرك هنا بموضة انتشرت في أفلامنا ومسلسلاتنا في هذه الفترة وهى موضة عادل إمام يجد «شنطة» مليئة بالفلوس! حينما تدقق في هذا تكتشف أن» حلم«المصرى العادى أن يجد هذه الحقيبة، وأن الفن السريع لعب على هذه الحقيبة وجعلها محور الصراع.. وذلك لتغذية هذا الحلم، رغم النهايات الأخلاقية المفتعلة.. وهكذا أصبح الحلم المصرى.. يارب مائة ألف جنيه وسراية في محرم بيه وأجرة الشيال الذي يحمل الشنطة.. كمان! لهذا المطلوب منا.. قبل الإنتاج والتصنيع وحل مشاكل المياه والمجارى والكهرباء أن نحل مشكلة الحلم المصرى وأن نغيره».

## وصلات خارجية
https://www.hindawi.org/books/94753925/ شاهد عصر
https://www.goodreads.com/ar/book/show/6540923 شاهد عصر
https://www.youtube.com/watch?v=Cl8uNmGpSkY شاهد عصر